# Saint-Vincent (Vale de Aosta)
Saint-Vincent é uma comuna italiana da região do Vale de Aosta com cerca de 4.800 habitantes. Estende-se por uma área de 20 km², tendo uma densidade populacional de 233 hab/km². Faz fronteira com Ayas, Brusson, Châtillon, Emarèse, Montjovet.

## Demografia
| Variação demográfica do município entre 1861 e 2011                               |
|                                                                                   |
| Fonte: Istituto Nazionale di Statistica (ISTAT) - Elaboração gráfica da Wikipedia |